# Claus Sluter

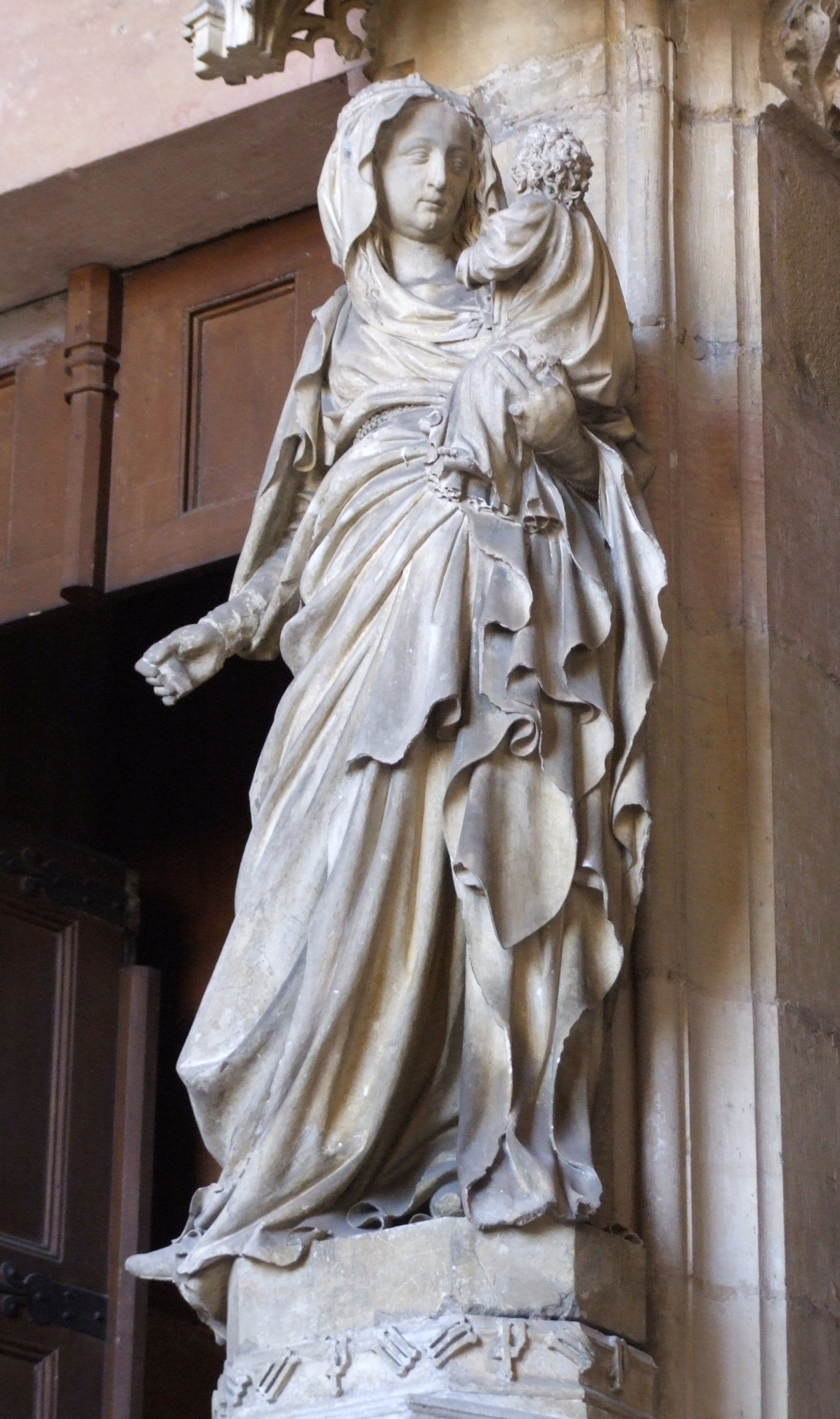
Mare de Dèu amb l'Infant, al mainell de la portada de la Cartoixa de Champmol

Claus Sluter va ser un escultor gòtic d'origen flamenc. La seva data de naixement es desconeix, però es calcula al voltant de 1350 a Haarlem. Va morir el 1405 o 1406 a Dijon. Se'l considera el principal representant de l'escultura borgonyona a la segona meitat del segle xiv.

## Vida
Sluter probablement va treballar a Brussel·les abans de traslladar-se a la ciutat de Dijon, on des de 1385 fins a 1389 va ser assistent de Jean de Marville, escultor de la cort de Felip II de Borgonya. Des de 1389 fins a la seva mort va exercir el càrrec d'escultor de la cort. Entre el 24 de setembre de 1405 i el 31 de gener de 1406, va morir a Dijon. Va ser succeït pel seu nebot Stephan Sluter de Werve, que va continuar amb el càrrec del seu oncle.
Encara que Sluter ha estat enquadrat dintre dels denominats estil suau i gòtic internacional, el seu estil realista tendeix al futur i té una gran influència al desenvolupament de l'escultura del segle xv. Va ser el més important escultor de l'Europa septentrional de la seva època i considerat pioner del realisme nòrdic. Va restaurar l'escultura figurativa a escala monumental i als naturalismes propis de l'època clàssica. El seu treball de maduresa és molt emotiu, atent a les expressions facials i els detalls de les seves escultures, i això pot veure's en particular a les seves característiques vestidures, que molts altres van imitar més tard.

## Obres

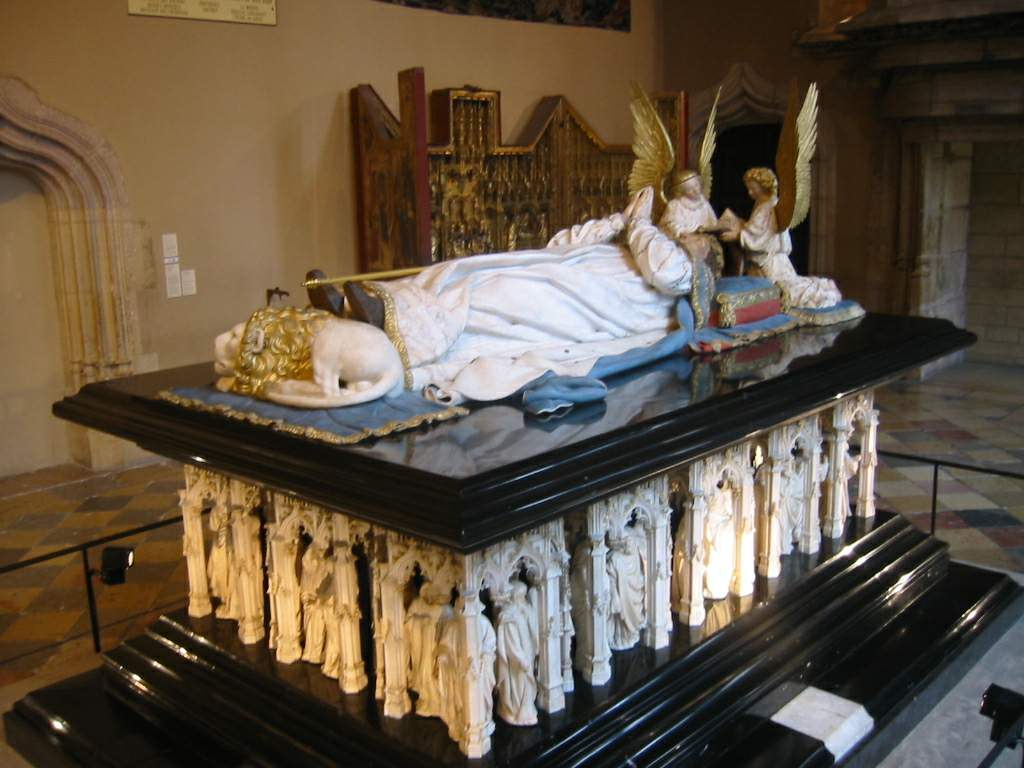
Tomba restaurada de Felip II de Borgonya al Palau dels Ducs de Borgonya a Dijon

### Sepulcre de Felip II de Borgonya
Sluter va ser responsable, parcialment, del sepulcre de Felip II de Borgonya, on sembla que va treballar des de 1385, però va ser acabat amb el successor de Sluter, Claus de Werve. La part alta del sepulcre inclou una imatge idealitzada del duc, acompanyat per dos àngels i un lleó. Al seu entorn, quaranta plañidors a la part baixa, en forma d'encaputxats, un tema que va assolir posteriorment gran difusió.

### Portalada de la Cartoixa de Champmol
El seu segon gran treball és el programa escultòric de la portalada de la Cartoixa de Champmol, manada construir per Felip II de Borgonya a la vora de Dijon. Es representa a Maria amb l'Infant (1391), presidint el mainell, flanquejats per la parella fundadora, Felip i Margarida III de Flandes a l'espai dels brancals, amb mènsules i dosserets molt decorats. Apareixen també en el conjunt les figures de sant Joan i santa Caterina presentant els donants. Totes les escultures del conjunt exhibeixen amplis vestits, de complicats plecs, que els atorguen una aparença aristocràtica. És de destacar la presència dels comitents en un espai reservat fins aquest moment a les figures sagrades.

### El Pou de Moisès
De les seves obres, la més famosa que ha arribat als nostres dies és el Pou de Moisès (1395-1403), creat per al claustre de la Cartoixa de Champmol. En principi, era un calvari monumental per al claustre, amb sis figures de profetes a la base del pou: Moisès, David, Jeremies, Zacaries, Daniel i Isaïes i, solament com a fragment, la Crucifixió. Sembla que l'obra es va basar en la idea de la font de la vida (fons vitae). Les escultures apareixen completament alliberades del marc, a més a més d'estar dotades d'un naturalisme extrem. Els tipus humans són corpulents, de volums rotunds i gran monumentalitat. Això és degut parcialment amb la forma d'esculpir les vestidures, que té un caràcter pesant i voluminós amb plecs gruixuts i profunds, molt peculiar del mestre. És característica també la forma de captar les expressions, convertint les escultures en autèntics retrats.

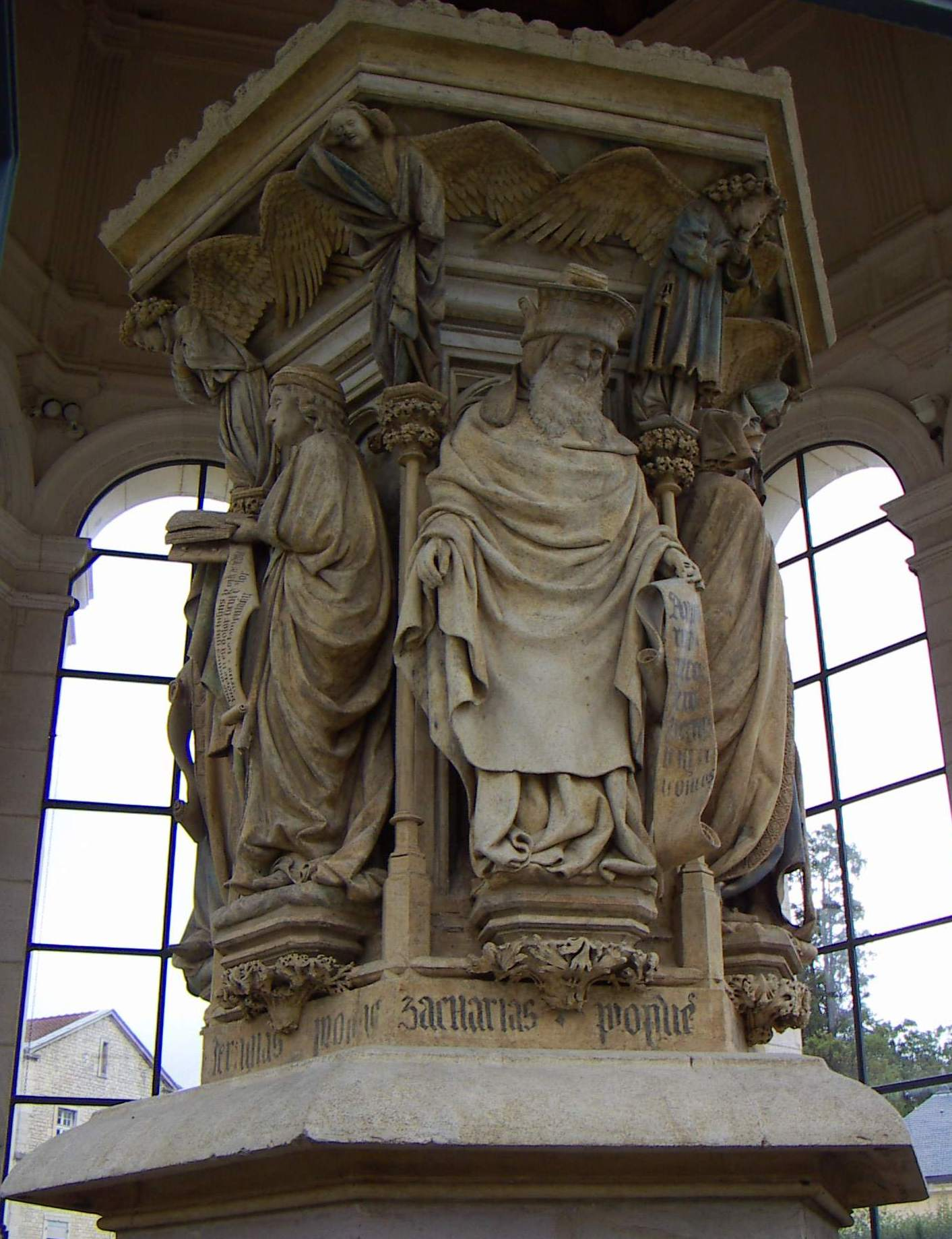
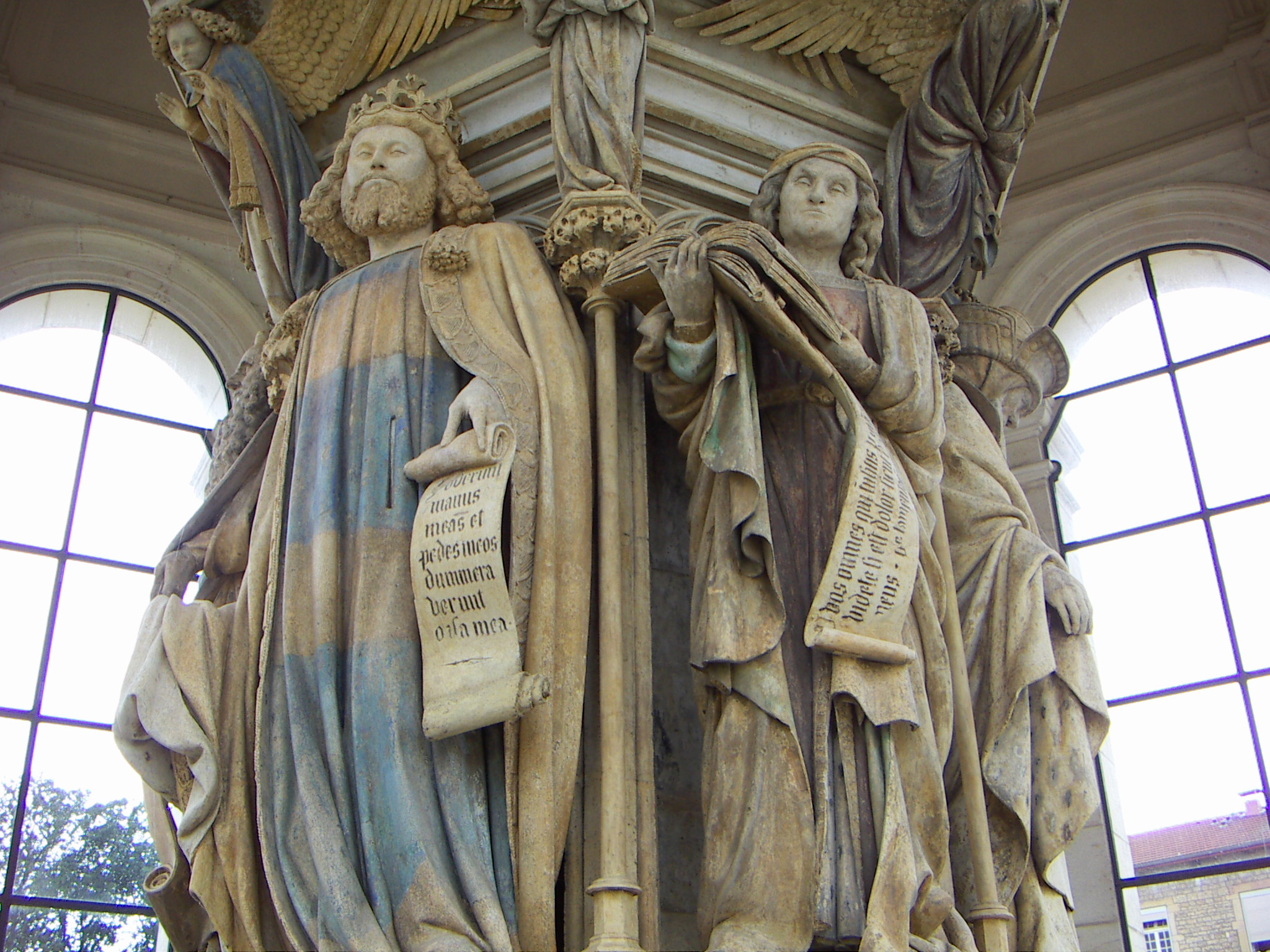
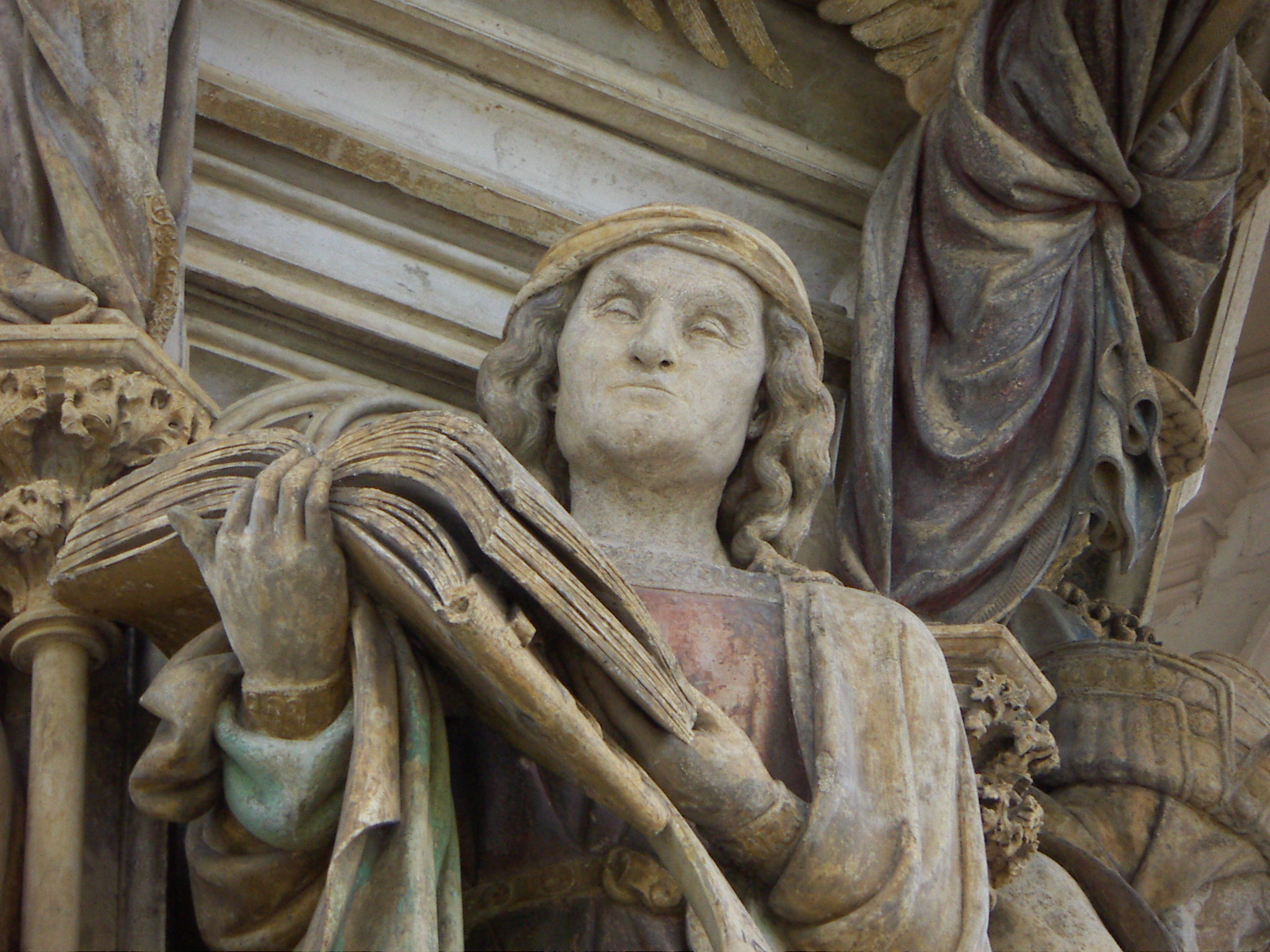
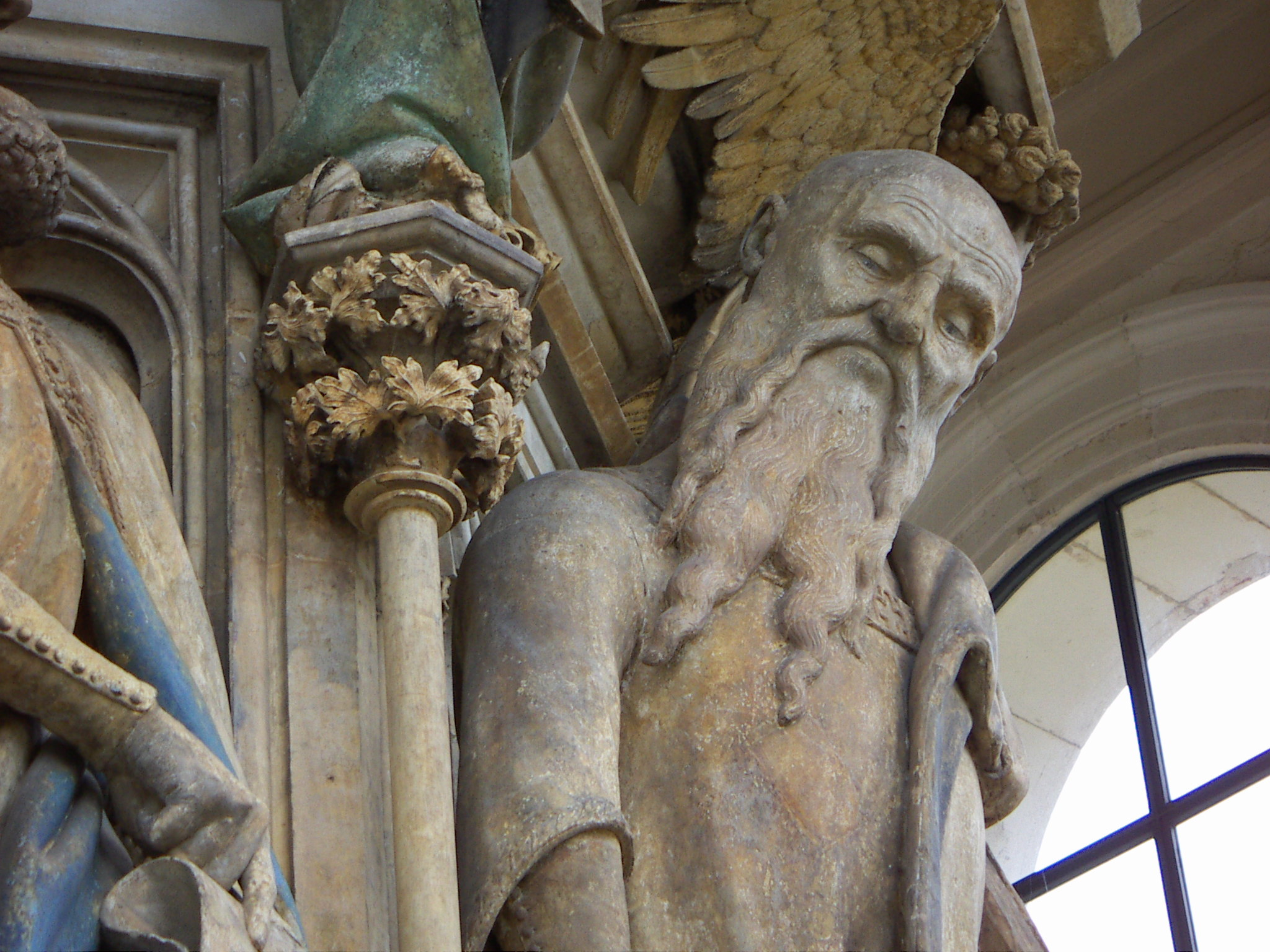